# Гусарський обладунок

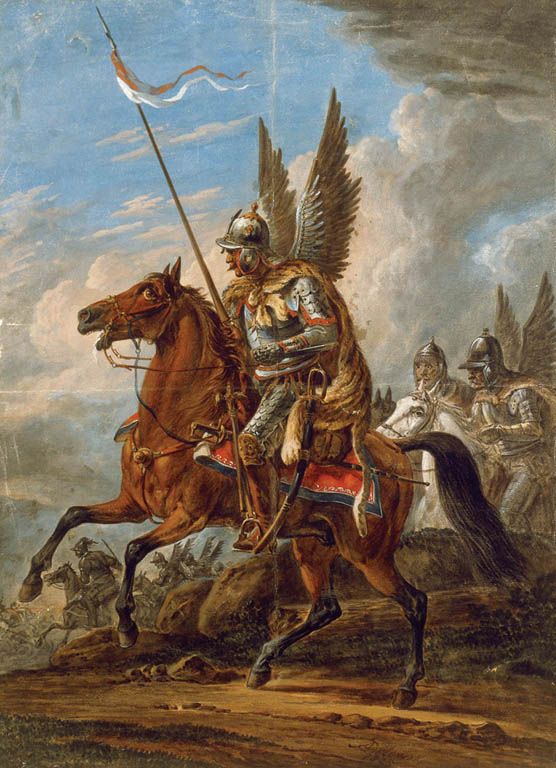
Польський крилатий гусар

Гуса́рські обладу́нки — це обладунки крилатих гусарів, що складаються зі сегментної кіраси з довгими наплічниками, крил, які закріплюються за спиною, нарукавників, а також шолому типу «штурмак» або «єрихонка». Використовувалися зазвичай у XVII столітті.

## Історія
Перші гусари Речі Посполитої на початку XVI століття не мали металевих обладунків, а одягали лише стьобані каптани. Згодом у них з'явилися кольчуги та капеліни, запозичені в угорців. Усе змінилося в кінці XVI століття — за правління Стефана Баторія. Це була кіннота кірасирського зразка. Поверх обладунків вони часто одягали шкури різноманітних звірів, а також крила, які носили збоку або біля задньої луки сідла, або навіть на щиті. Але самі обладунки зазвичай отримували із Західної Європи. Звичного виду обладунки набули тільки в середині XVII століття — під час правління Владислава IV. Але в цей час розвивалася вогнепальна зброя, у зв'язку з чим гусари в металевих обладунках втрачали свою значущість. У спокійне для Польщі XVIII століття, гусари поступово перетворюються в парадне військо й у 1776 році обов'язки гусар виконували улани, через що припинили використовування гусарських обладунків. 

## Кіраса
До реформи Стефана Баторія кіраса була необов'язковою й часто замість неї одягався бехтер, а подекуди лише кольчуга. Зміна ж зробила кірасу обов'язковою. Перші різновиди гусарської кіраси могли бути як цільними (без сегментів), так і поділені.
У звичайному типі кіраса для надійного захисту грудної клітки не ділилася на окремі сегменти, в той час, як поперековий відділ для гнучкості мав поділи на частини. При цьому звична гусарська кіраса має два різновиди: «старий» (1640—1675) й «новий» (1675—1730). Вони відрізняються не тільки будовою, а й виготовленням та обробкою деталей, що помічають лише фахівці (наприклад, у «старому» краї пластин обладунку загиналися всередину, а в «новому» залишалися прямими). Помітнішою різницею різниця спочатку була та, що в «старому» типі крила кріпилися до сідла, а не до кіраси — як у «новому». Але ця різниця зникла ще в XVII столітті шляхом дороблення кріплень для крил до обладунків «старого» типу. І те, що кріплення для крил не первинні, а дороблені — знову ж таки, зможе помітити лише фахівець.
Кірасу кували товщиною від 2 до 3,5 мм, при цьому вона надавала непоганий захист від багатьох типів холодної зброї. Її вага не перевищувала 15 кг. Найбільше захищала верхній трикутник тіла. Кіраса складалася з таких сегментів: наспинника, нагрудника, нашийника й наплічників, які з'єднувалися шкіряними ремінцями. Для захисту ліктів надягали наручники, тому рухливість була високою. Часто кірасу могли прикрашати міддю або латунню. Якість обробки залежала від ціни обладунку. Наприклад, обладунки купувалися згідно з прийнятою в Речі Посполитій практиці: багатим гусаром для бідного, які часто мали незграбну обробку, що виглядала дивовижно лише на відстані. У той час як обладунки пана-ротмістра (яким зазвичай виступав той чи інший магнат) розкішно оброблялися.
Узагалі класичний гусарський обладунок мав поручі для захисту рук від зап'ястя до ліктя. У ранньому варіанті верхня частина стегон могла бути прикрита кольчугою, як одягненою під кірасу, так і обладунками, що складаються з кольчуги та шолома, міг також бути кольчужний поділ, що одягається з кольчужними руками до кіраси. Пізній варіант обладунків, у залежності від ціни, міг обмежуватися кольчужними рукавами, які іноді одягали разом із панцерними рукавичками. Що стосується захисту ніг у бідних шляхтичів, чий обладунок (а нерідко й бойовий кінь теж) належав товаришеві, тому цей захист міг бути відсутнім. Зате в тих, кому належали обладунки гусарів, часто був панцирний захист ніг у кірасирському стилі — із сегментними набедрениками, що закінчувалися наколінниками. 
За часів правління Яна Собеського через дуже розповсюджену думку, згідно з якою шляхта походить не від слов'ян, а від сарматів, серед багатої шляхти набули популярності обладунки в сарматському стилі, з якими для більшого «сарматського» вигляду брали лук і стріли, зроблені з клепаної луски й називалися карацена. Такий обладунок був дуже поважним і коштував стільки, що не кожен шляхтич, спорядивши своїм коштом двох інших, міг дозволити собі такий обладунок. На відміну від гусарських лат, чий захист ніг (якщо такий був) обмежувався набедрениками з наколінниками, серед обладунків із карацени були також і на повний зріст (із повним захистом ніг). Один із таких обладунків в повний зріст зберігається в Збройовій палаті Кремля, а інший точно такий же, що належить роду Унішовських, зберігається в замку Вавель.

## Крила
У XVI столітті крилом був трапецієподібний щит, який спочатку розписували, малюючи на ньому пір'я, а потім стали прикрашати справжнім пір'ям. Під час реформування гусарів Стефаном Баторієм, щити королівським указом замінили на кірасу. Але з усім тим крило не зникло, а перетворилося на дерев'яну рейку з пір'ям, яка трималася в руці як щит. Саме такі крила були замальовані німецькими художниками під час «Штутгартської каруселі», що відбулася в 1616 році, на честь хрестин сина Фрідріха фон Вютемберга. Задля зручності до кінця XVI століття (тобто за 15 років до «каруселі») крило почали кріпити до лівої сторони сідла, а незабаром з'явилося й друге крило, закріплене справа. До 1635 року обидва крила переповзли за спину, залишаючися прикріпленими до сідла. У роки «кривавого потопу», коли через тривалу війну, за свідченням очевидців, лише кожен десятий гусар був одягнений у лати, крила також майже не використовували. Після закінчення затяжної війни, коли економіка почала відновлюватися, гетьман, а потім і король — Ян III Собеський доклав усіх зусиль, щоб знову одягнути всіх гусар у лати. Та водночас виникла думка, що кріпити крила треба не до сідла, а до кіраси, утім литовські гусари й тоді продовжували прикріплювати крила до сідла, а не до кіраси.
До дерев'яного каркаса або металевої трубки довжиною від 110 до 170 см кріпилося пір'я — орлине, соколине, журавлине або страусове, або латунні пластини замість пір'я.
За різними думками, ці крила застосовувалися для:
- Захист від аркана, який застосовували козаки, турки й татари;
- Додатковий захист спини від ударів холодною зброєю;
- Під час їзди крила видавали звук, який міг лякати коней противника;
- У випадку падіння з сідла пом'якшували удар об землю.

Ці крила кріпилися до наспинника кіраси кронштейнами або трималися на ременях та за необхідності швидко відстібалися. Але все ж вони мали декілька недоліків. Це, перш за все, аеродинамічний опір і додаткова маса, яка ускладнювала рух вершника. Носити що-небудь за спиною так само не було можливо. Крім того, були варіанти не з двома, а з одним крилом, що значно знижувало ефективність і виглядало гірше, але зате зменшувало масу й собівартість. Ще крила могли кріпитися не до спини, а до сідла. Це значно збільшувало рухливість вершника, у разі чого їх не доводилося знімати. Але разом з тим вони вже не могли захищати після падіння з коня. Крім того, крила могли бути не тільки природного кольору, але й пофарбовані в різні кольори. Найпоширенішими були серед поляків. Але крила використовували ще деякі сербські, угорські та турецькі кавалеристи. Трохи інші крила використовували й московські кінні мешканці. 

## Шолом
«Єрихонка» — напівсферичний шолом із козирком, вуховими пластинами, напотиличником і збільшеним наносником, а в деяких різновидах за величиною схожий на маску або півмаску. Він виготовлявся з двох зварених пластин, до яких додавали козирок, далі кріпився сегментний напотиличник, вухові пластини трималися на шкіряних ременях, а наносник проходив крізь тулію і був рухливим. Цей тип шолома поширився до Польщі з Угорщини як видозміна російської єрихонки, котра виникла на основі східних шишаків. Зверху польський шолом прикрашався або шпилем, або високим гребенем, або ще чим-небудь, що мало захисне призначення. Потім із Польщі цей тип шолома прийшов до Європи й поширився у Франції як «капелін» (фр. Capeline), у Німеччині як «паппенгаймер» (нім. Pappenheimer-Helm), і пізніше на його основі були розроблені інші популярні шоломи. Але багато з них все одно зберегли назву «шишак». Тому гусари одягали не тільки шоломи польського виробництва, а й трофейні, в тому числі німецькі та турецькі. Дещо менш вживаним був шолом типу «штурмак» європейського походження з поперечним гребенем.

## Світлини

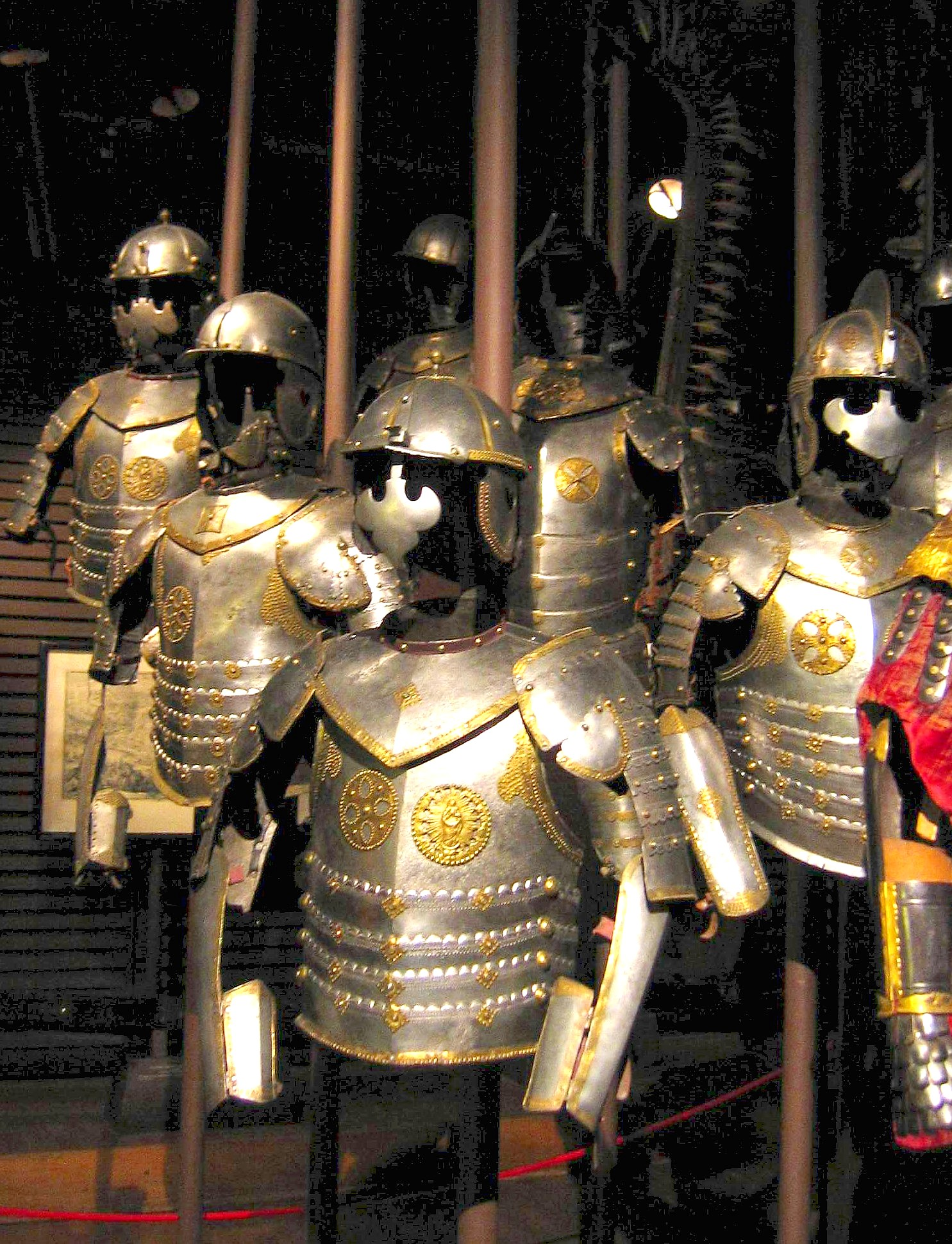
Гусарські обладунки, що складаються з кіраси і єрихонки, були особливо розповсюджені в Речі Посполитій та часто прикрашалися крилами за спиною.
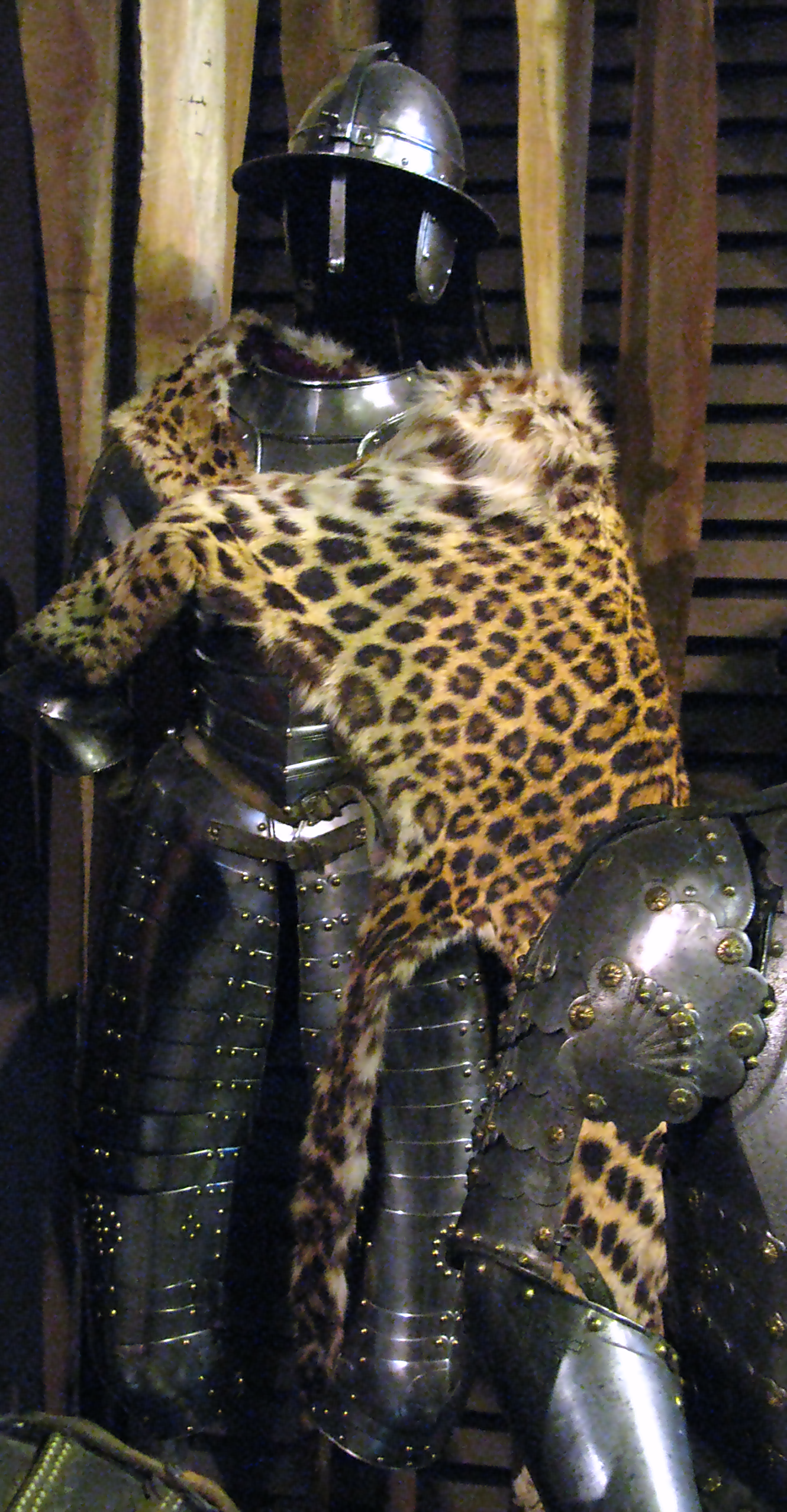
Гусарський обладунок багатого шляхтича з панцерним захистом ніг із набедреників з наколінниками, що покритий леопардовою шкурою.
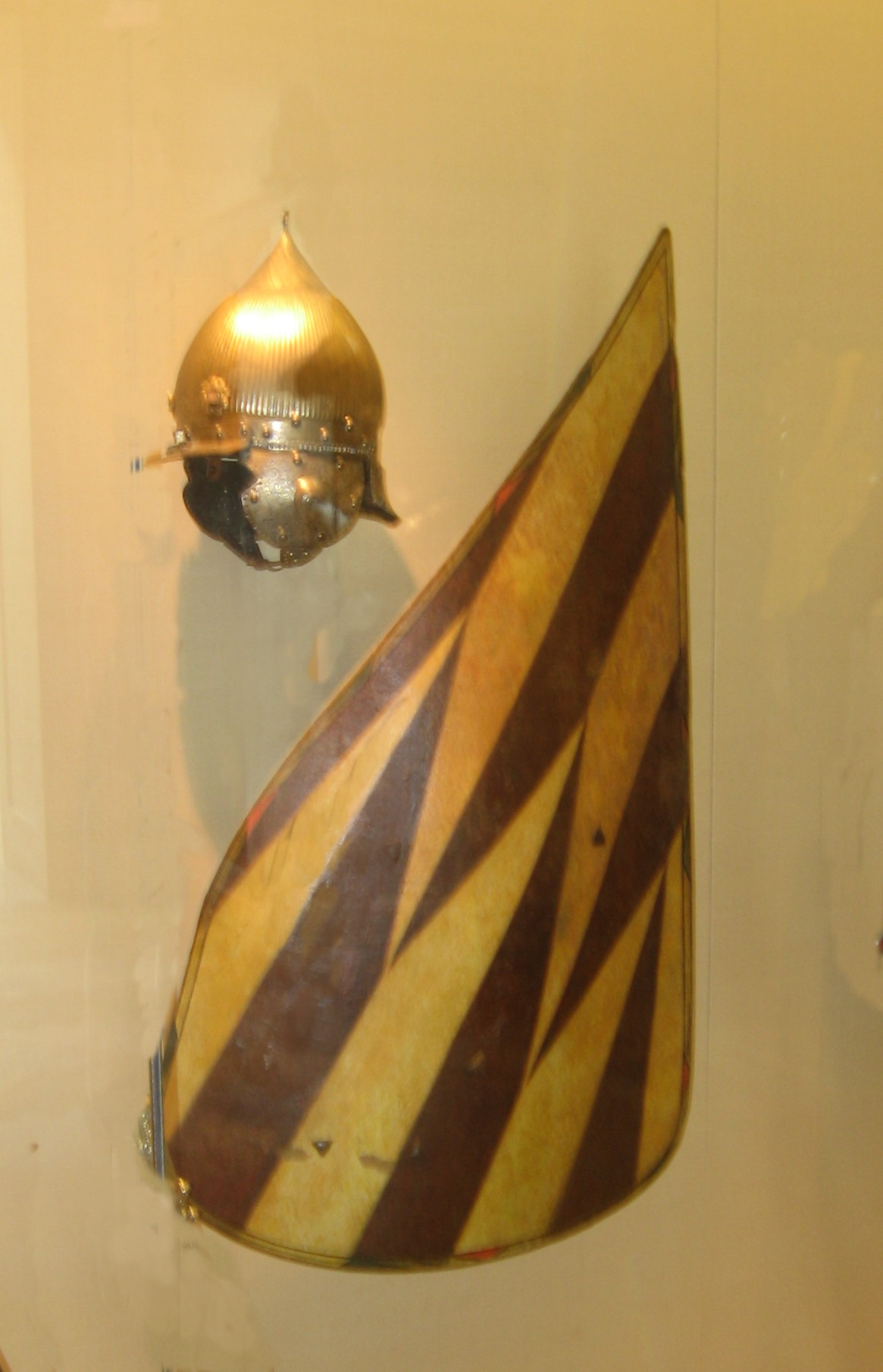
Угорський щит, який використовувався також польськими гусарами. Над ним висить угорський зразок єрихонки, прообраз капеліну.
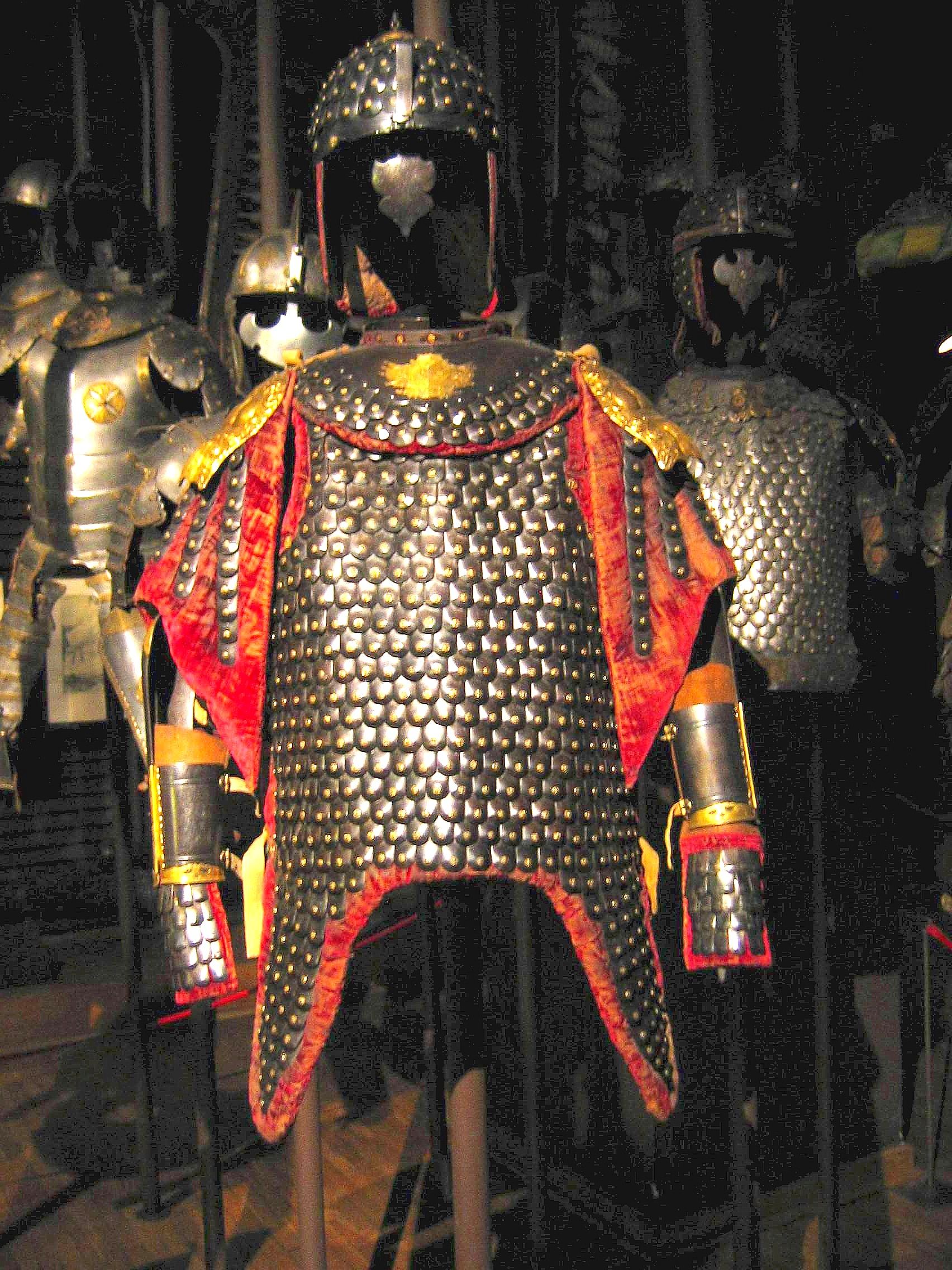
Лускатий обладунок, друга половина XVII століття.
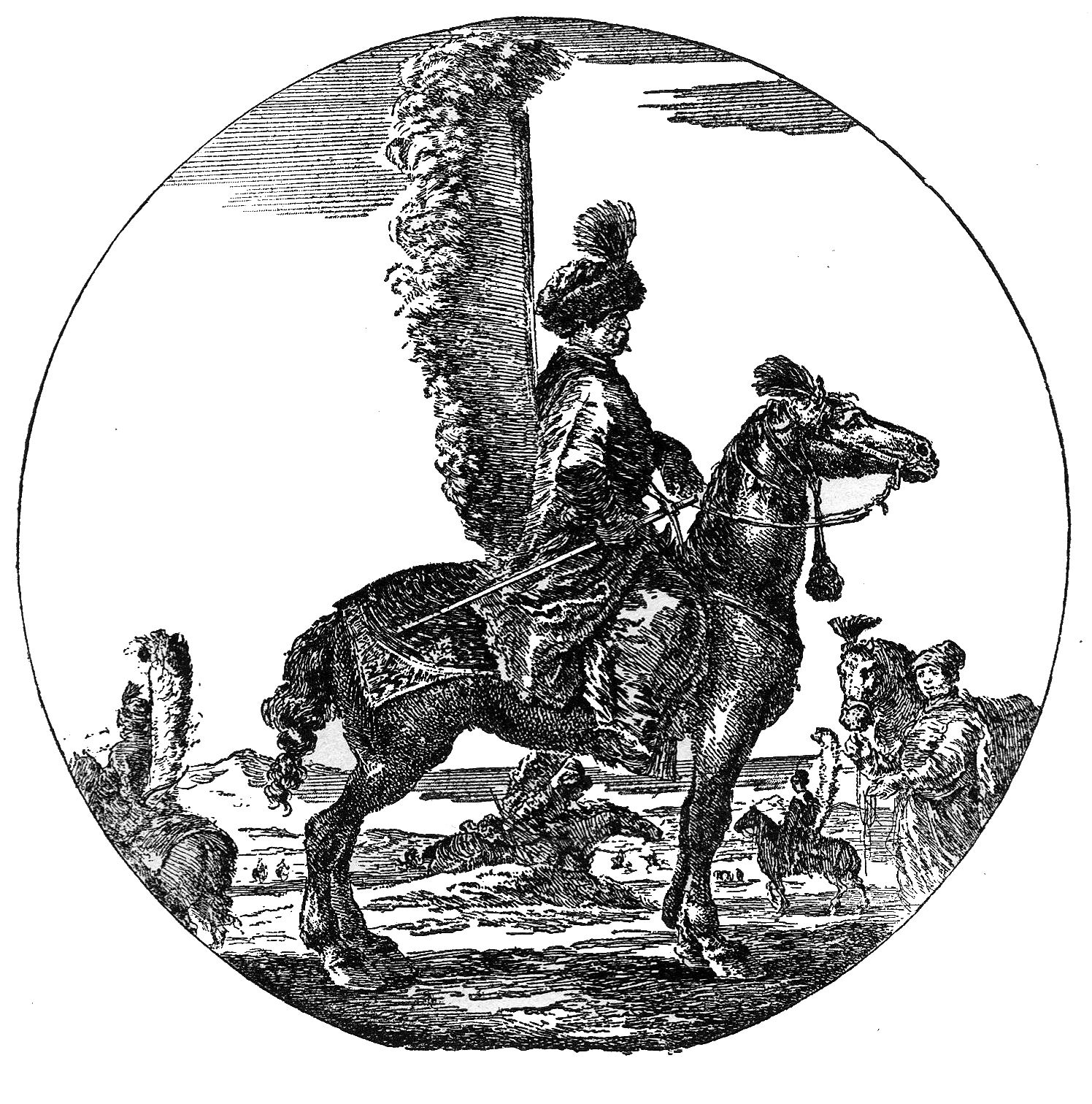
Польський гусар початку XVII століття
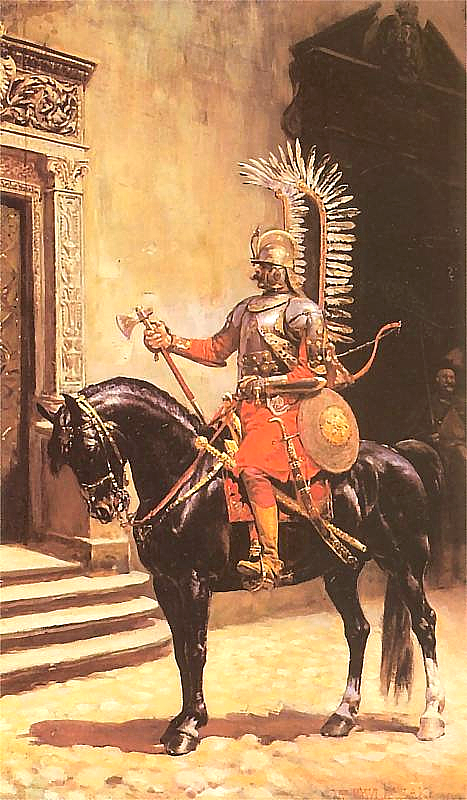
Охоронець гетьмана в гусарських обладунках
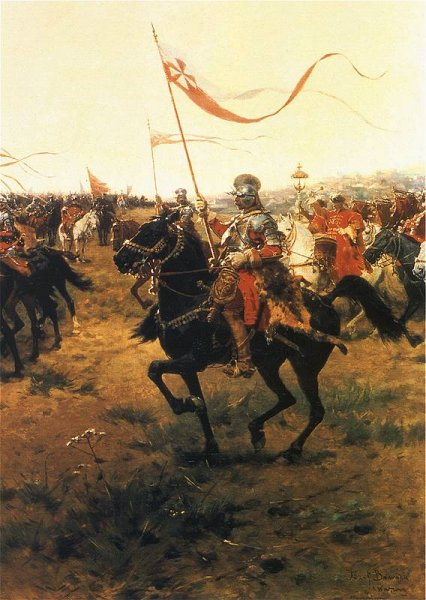
Гусари Речі Посполитої.